# Roman Rynkiewicz
Roman Rynkiewicz (Ciechanów, 17 de noviembre de 1981) es un deportista polaco que compitió en piragüismo en la modalidad de aguas tranquilas. Ganó tres medallas en el Campeonato Mundial de Piragüismo entre los años 2002 y 2010, y seis medallas en el Campeonato Europeo de Piragüismo entre los años 2001 y 2011.

## Palmarés internacional
| Campeonato Mundial | Campeonato Mundial           | Campeonato Mundial | Campeonato Mundial |
| Año                | Lugar                        | Medalla            | Competición        |
| ------------------ | ---------------------------- | ------------------ | ------------------ |
| 2002               | Sevilla (España)             | Medalla de oro     | C4 1000 m          |
| 2003               | Gainesville (Estados Unidos) | Medalla de bronce  | C4 1000 m          |
| 2010               | Poznań (Polonia)             | Medalla de bronce  | C1 4 × 200 m       |
| Campeonato Europeo |                              |                    |                    |
| Año                | Lugar                        | Medalla            | Competición        |
| 2001               | Milán (Italia)               | Medalla de bronce  | C4 500 m           |
| 2001               | Milán (Italia)               | Medalla de bronce  | C4 1000 m          |
| 2005               | Poznań (Polonia)             | Medalla de plata   | C4 500 m           |
| 2005               | Poznań (Polonia)             | Medalla de bronce  | C2 1000 m          |
| 2009               | Brandeburgo (Alemania)       | Medalla de plata   | C2 500 m           |
| 2011               | Belgrado (Serbia)            | Medalla de bronce  | C2 500 m           |